# Puperita tristis
Puperita tristis är en snäckart som först beskrevs av Orbigny 1842.  Puperita tristis ingår i släktet Puperita och familjen båtsnäckor. Inga underarter finns listade i Catalogue of Life.

## Bildgalleri

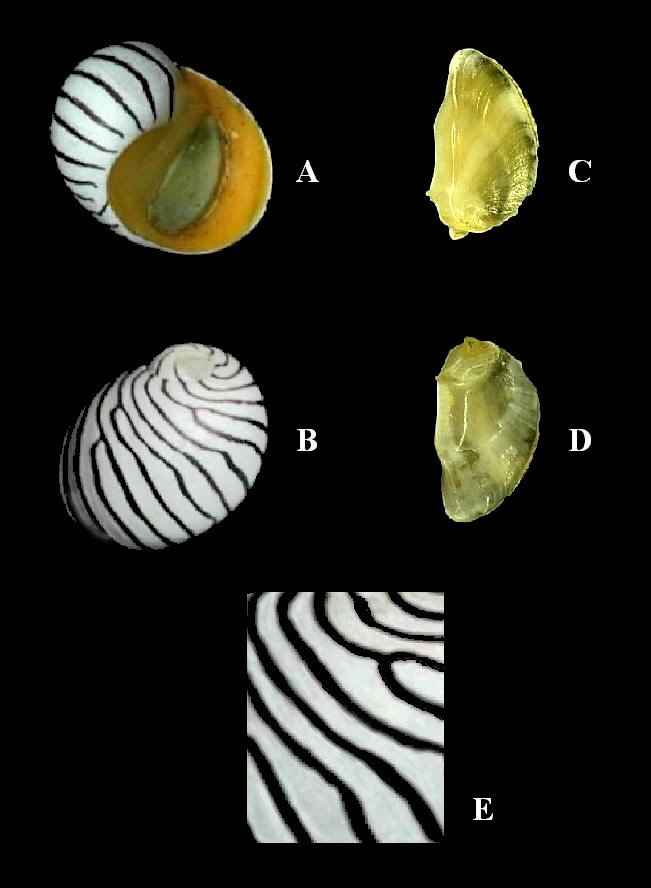